# Tell Me
«Tell Me» —en español: Cuéntame— es el segundo sencillo del álbum Press Play de Diddy, lanzado durante el último cuarto del 2006. La canción cuenta con la colaboración vocal de la cantante de pop estadounidense Christina Aguilera.
La canción debutó en el Top 75 del Reino Unido en el número 20, solo a base de las ventas por descarga, durante el término de la semana del domingo 10 de diciembre del 2006. alcanzó la posición número 47 en Billboard Hot 100, la lista principal en los Estados Unidos. Al final del año del 2007, el sencillo se ubicó número 81 más exitosa del año en la lista Billboard Pop 100.
El vídeo de «Tell Me» fue filmada durante la última semana de 2006 en Los Ángeles de septiembre y fue dirigida por Erik White. El vídeo se estrenó el 30 de octubre de 2006. Entró en las listas TRL, dos días después se ubicó en el número 10. En el Reino Unido el vídeo se estrenó el 17 de noviembre de 2006 es el mismo día Aguilera comenzó su gira mundial.

## Información de la canción
La canción fue creada originalmente como una pista demo a prueba con el grupo Pop/R&B Danity Kane, más Diddy decidió tener a Christina Aguilera para su grabación. 
La canción fue coescrita por el cantante de R&B y canta-autor Steve "Static" Garrett y Yummy Bingham.
La canción tuvo un éxito general, pero no pudo ser un gran éxito en Estados Unidos, muy probablemente debido a la falta de promoción. «Tell Me» ha reunido elogios de la crítica, y ha sido aclamada como uno de los stand-outs en Press Play .

## Vídeo musical

### Recepción
El vídeo de «Tell Me» fue filmado durante la última semana de septiembre de 2006 en Los Ángeles y fue dirigido por Erik White. El vídeo se estrenó el 30 de octubre de 2006. Entró en las listas TRL, dos días después se ubicó en el número 10. En el Reino Unido el vídeo se estrenó el 17 de noviembre de 2006 es el mismo día Aguilera comenzó su gira mundial.

### Trama
En el comienzo del vídeo del equipo estéreo que se muestra es la BeoCenter 2 DVD Player, Altavoces BeoLab 8000, y el Beo 4 mando a distancia de Bang & Olufsen. El televisor que se utiliza es un Panasonic plasma TV.
El presidente del club modernista es un icono LC2 Sillón Grand Confort Modelo Petite, diseñada por Le Corbusier en 1928.
En este vídeo, Diddy algo representa el Maxell "chico asombrado". El vídeo comienza con Diddy en una habitación blanca prácticamente vacío, excepto por el equipo de sonido se mencionó anteriormente, con el tema "Diddy Rock", otra pista de Press Play, jugando en el fondo. Después de su asistente femenina atractiva Diddy pregunta si él quiere que ella se "presione play", los altavoces y encender el TV y la pista comienza. Mientras raps Diddy está impresionado por el poder de los altavoces, y Aguilera se ve en la televisión. En el momento en gancho pegadizo Aguilera llega, el cuarto blanco ha roto y Diddy y Aguilera se ven en cualquier lado de un ventilador en una especie de túnel de viento oscuro. Ahora se ve que Aguilera ha lucido una vestimenta elegante, con mirada atractiva, y a la vez vestida moderna (para esas fechas) para el vídeo a diferencia de los años 20 y 30 que había utilizado hasta entonces para promover su álbum Back to Basics (2006). Este valor entonces se rompe en medio de la segunda estrofa para ofrecer clips de ambos artistas, así como los bailarines de copia de seguridad, que hacen frente a las luces de neón intermitentes. Cuando la canción termina, la cámara se aleja para mostrar que las luces forman la promoción "Press Play" símbolo asociado con el álbum.

## Resultados comerciales
La pista contó con moderado éxito a nivel mundial. Alcanzó el top 10 en el Reino Unido en el número 8 (convertirse en el catorce top 10 de Aguilera en el Reino Unido), y fue top 20 en 15 países diferentes. La canción debutó en la lista de singles Top 75 en el Reino Unido, en el número 20, con base en las ventas de descargas solamente, durante la semana que terminó el domingo 10 de diciembre. Escaló hasta el número 8, la siguiente semana.
«Tell Me» no fue un gran éxito en los Estados Unidos de la lista de popularidad, alcanzó el número 47 en Billboard Hot 100, convirtiéndose en su más alta posición ya que Diddy alcanzó el número 66 en el 2001. La mayoría de los críticos dieron la pista buenas críticas y estábamos seguros de que se convertirá en otro top 40 hit para él, pero eso no fue el caso. Algunos piensan que era la falta de promoción, algunos piensan que «Hurt» (canción de Aguilera promocionada en las mismas fechas). «Tell Me» es el número 7 de las canciones más tocadas por Z100 de Nueva York la mayor estación de radio en el mundo demostrando más aún que fue un gran éxito en algunos mercados. También se ha elaborado el Z100 100 de 2007 en el número 11, por debajo de Rihanna con «Umbrella» y «Stronger» de Kanye West. El único rango en el número 33 en la tabla de fin de año 2006 en Indonesia.  El total es de 529 000 singles vendidos de la semana 04 a 10 de 2007. El sencillo logró posicionarse en #81 en Billboard Pop 100 Year's End Chart en el 2007.

## En las listas
| América        |                           |    |
| Estados Unidos | Billboard Hot 100         | 47 |
| Estados Unidos | Pop 100                   | 31 |
| Estados Unidos | Pop 100 Airplay           | 17 |
| Estados Unidos | Hot R&B/Hip-Hop Songs     | 38 |
| Estados Unidos | Hot Rap Tracks            | 14 |
| Estados Unidos | Hot Dance Club Play       | 34 |
| Estados Unidos | Digital Songs             | 30 |
| Europa         |                           |    |
| Alemania       | Singles                   | 5  |
| Austria        | Singles                   | 19 |
| Bélgica        | Flandes                   | 17 |
| Bélgica        | Valonia                   | 24 |
| Finlandia      | Top 20 Singles            | 2  |
| Irlanda        | Singles                   | 8  |
| Países Bajos   | Dutch Top 40              | 13 |
| Países Bajos   | Mega Top 50               | 23 |
| Países Bajos   | Mega Single Top 100 Chart | 26 |
| Reino Unido    | Singles                   | 8  |
| Suiza          | Singles                   | 7  |
| Oceanía        |                           |    |
| Australia      | ARIA Singles Chart        | 13 |

## Posiciones de fin de año
| Categoría Billboard (2007)                  | Máximo anual |
| ------------------------------------------- | ------------ |
| Australian Top 100 Urban Singles Year's End | 34           |
| US. Billboard Pop 100 Airplay               | 63           |
| Switzerland Top 100 Year's End              | 69           |
| US. Billboard Pop 100 Songs                 | 81           |
| Australian Top 100 Year's End               | 99           |

## Lista de canciones
- CD single Pt 1

1. «Tell Me» (Radio Edit)
2. «Tell Me» (Mixshow Amended)
3. «Tell Me» (Main)

- CD single Pt 2

1. «Tell Me» [Álbum Versión]
2. «Come to Me» [E-Smoove Remix] - Diddy, Nicole Scherzinger
3. «Come to Me» [Remix] - ND, Diddy, Nicole Scherzinger, Young Dro, Yung Joc
4. «Tell Me»